# Cercopis unicolor
Cercopis unicolor är en insektsart som beskrevs av Gmelin 1789. Cercopis unicolor ingår i släktet Cercopis och familjen spottstritar. Inga underarter finns listade i Catalogue of Life.